# 12月1日 (旧暦)
旧暦12月1日（きゅうれきじゅうにがつついたち）は旧暦12月の1日目である。六曜は赤口である。

## できごと
- 項羽4年（ユリウス暦紀元前201年1月16日） - 垓下の戦い。楚の項羽が漢軍に包囲される。敵の陣営から楚の国の歌が聞こえた為に絶望し自決。「四面楚歌」の故事。
- 天平宝字6年（ユリウス暦762年12月20日） - 多賀城碑が建立される。
- 天文6年（ユリウス暦1538年1月1日） - 毛利元就が嫡男・隆元を大内義隆の元へ人質として送る。
- 貞享元年（グレゴリオ暦1685年1月5日） - 江戸幕府が天文方を設置。貞享暦作成の功により安井算哲（渋川春海）を任命。
- 寛政9年（グレゴリオ暦1798年1月17日） - 湯島聖堂の管理を林家から幕府に移し昌平坂学問所と改称。
- 安政4年（1858年1月15日） - 南部藩士の大島高任が日本で初めて高炉法による鉄の出銑に成功。

## 誕生日
- 文永4年（ユリウス暦1267年12月17日） - 後宇多天皇、91代天皇（+ 1324年）
- 天正元年（ユリウス暦1573年12月24日） - 沢庵宗彭、臨済宗の僧（+ 1645年）
- 元文2年（グレゴリオ暦1738年1月20日） - 松平勝当、高須藩主（+ 1801年）
- 嘉永3年（グレゴリオ暦1851年1月2日） - 矢野龍渓、ジャーナリスト・著作家（+ 1931年）
- 安政4年（グレゴリオ暦1858年1月15日） - 植村正久、牧師・伝道者（+ 1925年）
- 安政4年（グレゴリオ暦1858年1月15日） - 箕作佳吉、動物学者（+ 1909年）
- 慶応元年（グレゴリオ暦1866年1月17日） - 松方幸次郎、実業家・政治家（+ 1950年）
- 慶応2年（グレゴリオ暦1867年1月6日） - 床次竹二郎、政治家（+ 1935年）

## 忌日
- 文化4年（1807年12月29日） - 柴野栗山、朱子学者（* 1736年）